# Bobrovytsia
Bobrovytsia (en ukrainien : Бобровиця) ou Bobrovitsa (en russe : Бобровица) est une ville de l'oblast de Tchernihiv, en Ukraine. Sa population s'élevait à 10 507 habitants en 2025.

## Géographie
Bobrovytsia est située à 83 km au sud de Tchernihiv et à 72 km au nord-est de Kiev.

## Histoire
Bobrovytsia a été fondée au XIe siècle et a le statut de ville depuis 1958.
La ville est prise par les forces russes lors de l'invasion de l'Ukraine par la Russie en 2022.
En avril 2022, les forces ukrainiennes reprennent le contrôle de Bobrovytsia, à la suite du retrait des troupes russes dans le nord de l'Ukraine.

## Population
Recensements (*) ou estimations de la population :
| 1959* | 1970*  | 1979*  | 1989*  | 2001*  |
| ----- | ------ | ------ | ------ | ------ |
| 9 383 | 10 257 | 12 140 | 12 796 | 11 708 |

| 2010   | 2011   | 2012   | 2013   | 2014   |
| ------ | ------ | ------ | ------ | ------ |
| 11 204 | 11 244 | 11 280 | 11 238 | 11 279 |

## Transports
Bobrovytsia se trouve à 130 km de Tchernihiv et à 75 km de Kiev par le chemin de fer et possède une gare ferroviaire. Elle est à 102 km de Tchernihiv et à 104 km de Kiev par la route.

## En images

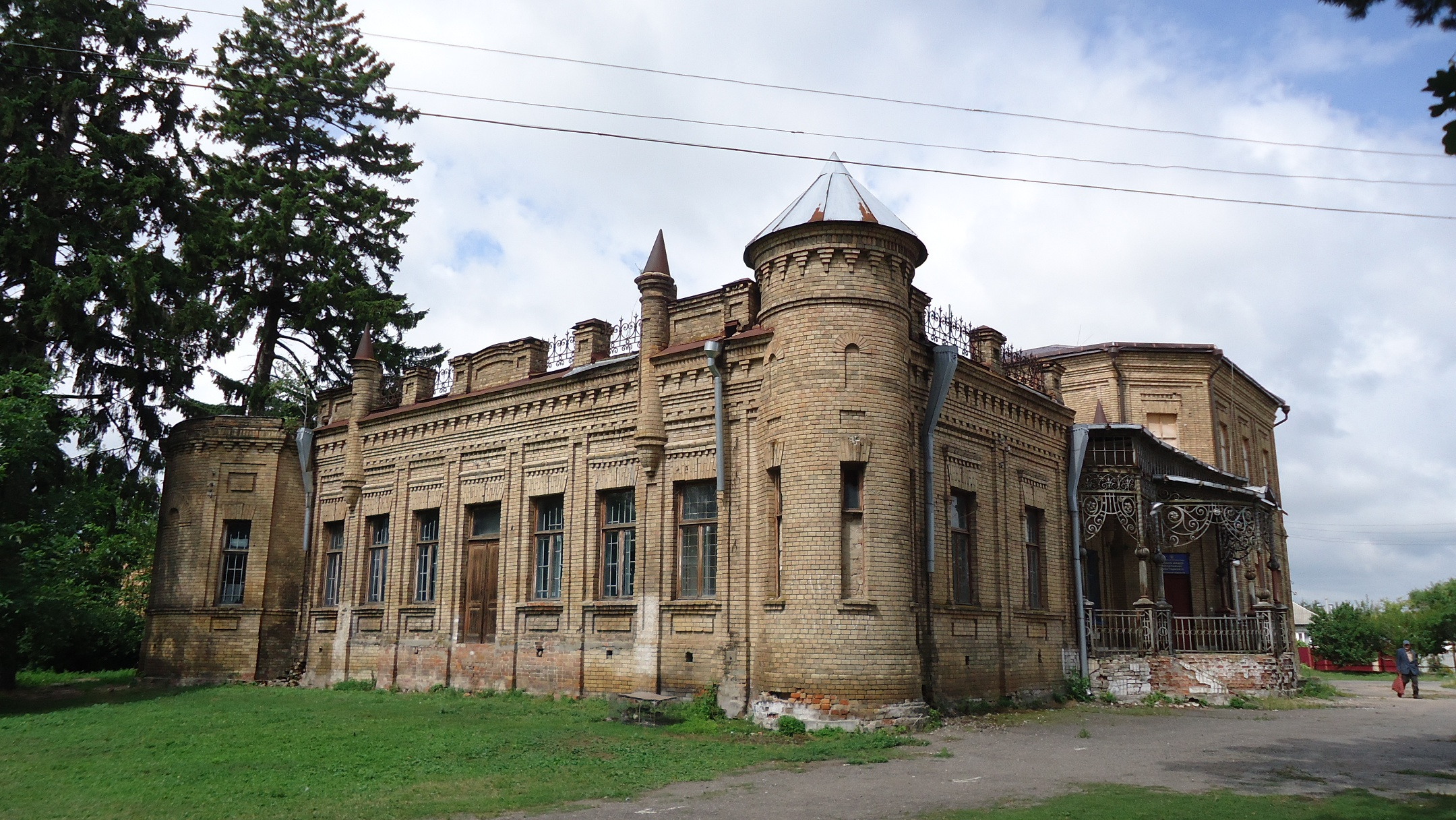
Manoir Katerynitch classé
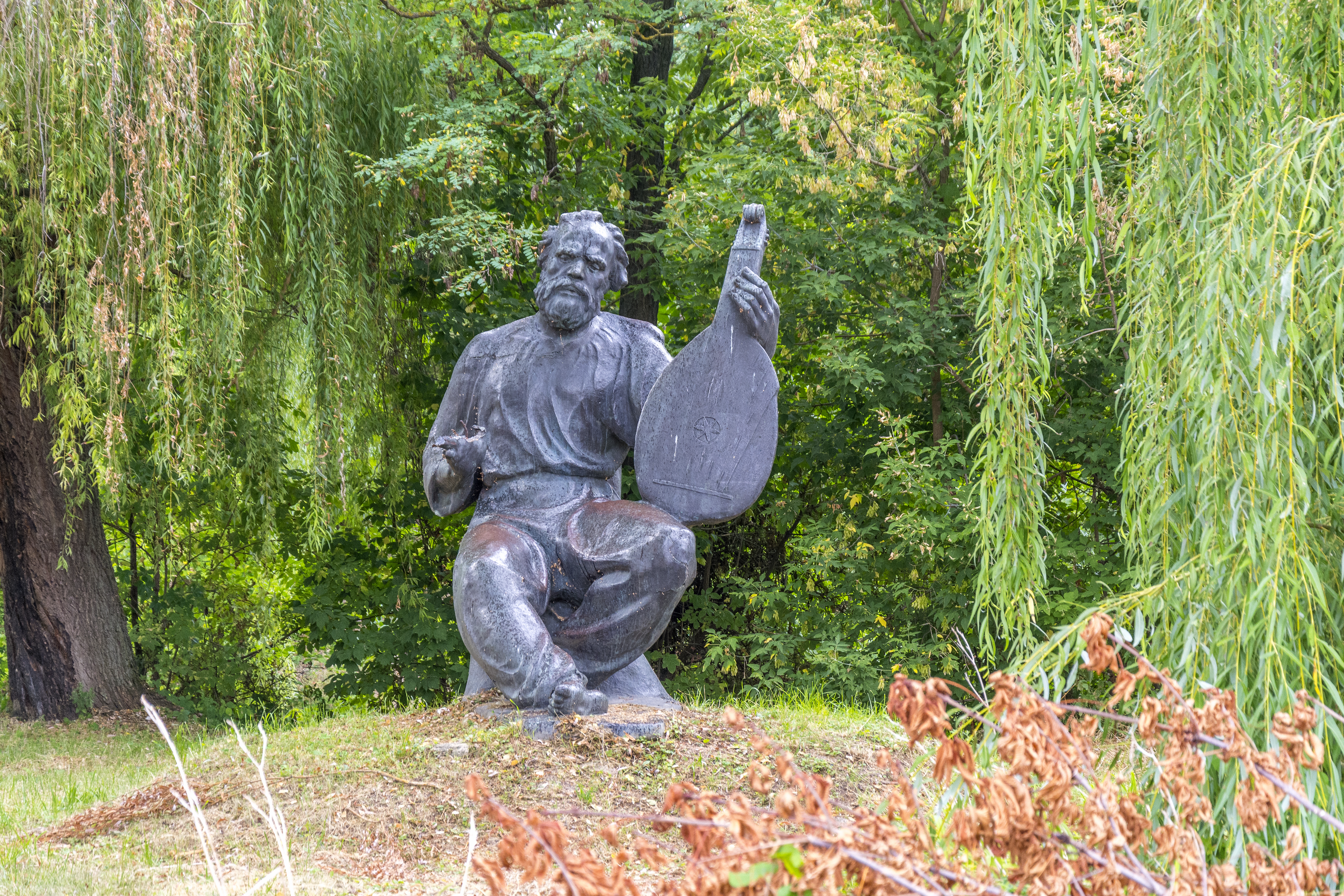
statue d'Ostap Veressaï classée
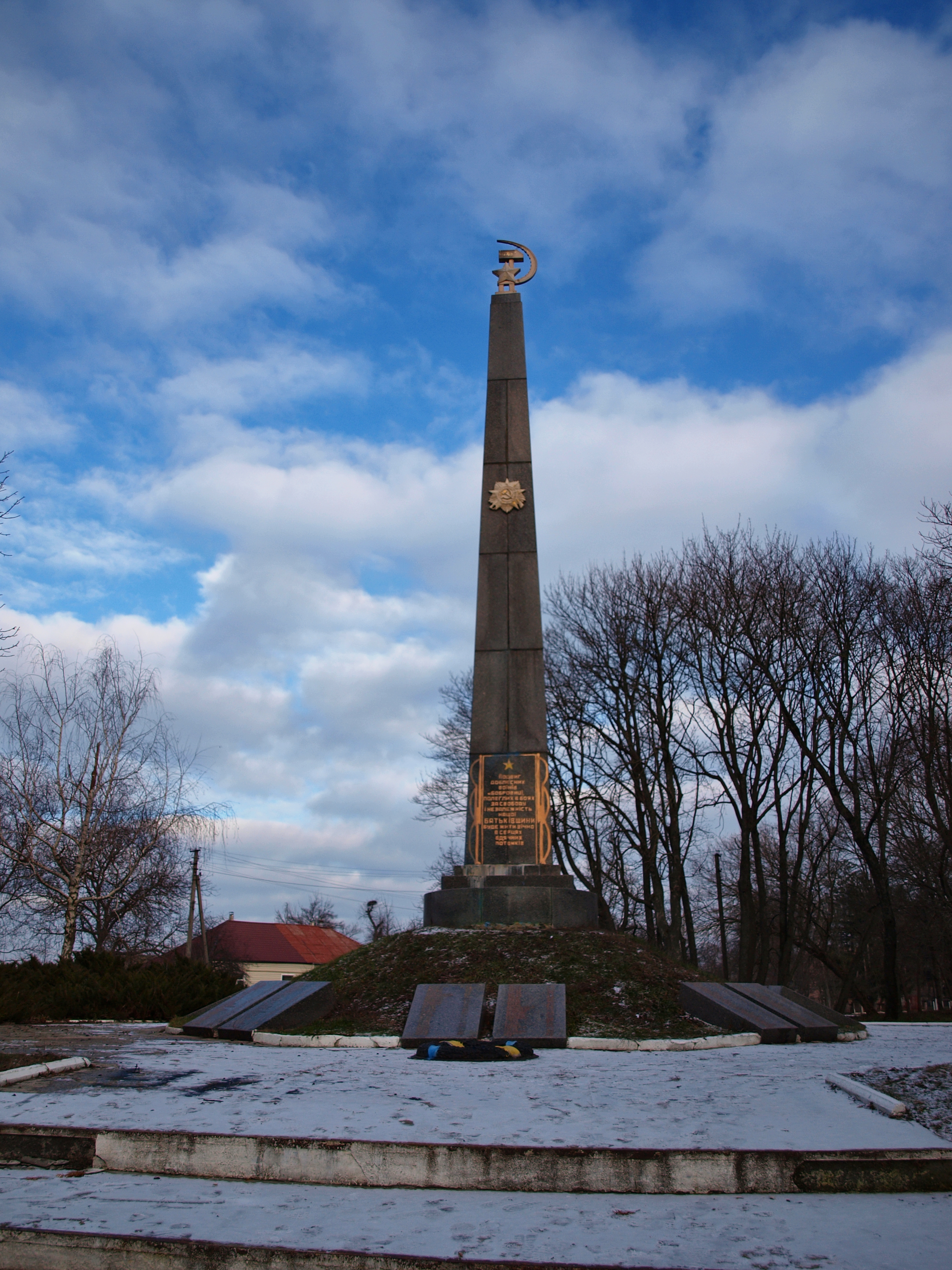
mémorial de la seconde guerre mondiale classé[6].